# 平寮站
平寮站是位于广西三江侗族自治县的一个铁路车站，邮政编码545509。车站建于1979年，有焦柳铁路经过该站，现仅办理货运业务，不办理客运业务。车站距离月山站1431公里，隶属南宁铁路局，是四等站。